# American Splendor (film)
Pour les articles homonymes, voir American Splendor.
Pour plus de détails, voir Fiche technique et Distribution.
American Splendor est un film américain réalisé par Shari Springer Berman et Robert Pulcini, sorti en 2003. Il s'agit d'un film biographique sur le scénariste de comics Harvey Pekar et s'inspire en partie de son œuvre American Splendor (1976 à 2008) ainsi que du roman graphique Our Cancer Year (1994) coécrit avec Joyce Brabner. Le film est un mélange de fiction tournée avec de véritables acteurs, de documentaire et d'animation. Paul Giamatti incarne Harvey Pekar et Hope Davis est Joyce Brabner.

## Synopsis
Harvey Pekar mène tout d'abord une existence plutôt morose entre son travail de documentaliste, quelques conversations sur tout et rien avec ses collègues et quelques connaissances, et sa passion pour le jazz, qu'il assouvit en recherchant des pièces rares dans les garage sales (équivalent américain des vide-greniers) ou les magasins d'occasion. C'est ainsi qu'il fait la connaissance du célèbre dessinateur de bande dessinée Robert Crumb, alors inconnu, qui est lui aussi collectionneur. Plusieurs années plus tard, alors que Crumb est devenu célèbre, Harvey lui soumet les story-boards d'un projet de bande dessinée basée sur sa vie, lui proposant d'en assurer le dessin. Crumb accepte, et contre toute attente, cette série intitulée American Splendor relatant une vie simple, banale, obtient un grand succès. Harvey Pekar acquiert ainsi une certaine célébrité aux États-Unis, dont les conséquences sur sa vie quotidienne sont présentées dans le film. En particulier, American Splendor lui permet de rencontrer sa future femme Joyce Brabner, qui écrit elle aussi des comics, et avec qui il va réaliser d'autres histoires autobiographiques, également intégrées en partie dans le film (notamment Our Cancer Year).

## Fiche technique
- Titre original : American Splendor
- Réalisation : Shari Springer Berman et Robert Pulcini
- Scénario : Shari Springer Berman et Robert Pulcini, adapté des séries de comics American Splendor par Harvey Pekar et Our Cancer Year par Joyce Brabner et Harvey Pekar
- Musique : Mark Suozzo
- Costumes : Michael Wilkinson
- Photographie : Terry Stacey
- Production : Ted Hope (en)
- Pays de production :  États-Unis
- Langue originale : anglais
- Format : couleurs - 1,85:1 - 35 mm - Dolby Digital
- Genre : comédie dramatique et biographique, documentaire, animation
- Durée : 101 minutes
- Dates de sortie[1] :
  - États-Unis : 20 janvier 2003 (festival de Sundance) ; 12 septembre 2003 (sortie nationale)
  - France : 16 mai 2003 (festival de Cannes) ; 8 octobre 2003 (sortie nationale)

## Distribution
- Paul Giamatti : Harvey Pekar
  - Harvey Pekar : lui-même
  - Daniel Tay (en) : Harvey enfant
  - Donal Logue : Harvey sur scène
- Hope Davis : Joyce Brabner
  - Joyce Brabner : elle-même
  - Molly Shannon : Joyce sur scène
- James Urbaniak : Robert Crumb
- Judah Friedlander : Toby Radloff (en)
  - Toby Radloff (en) : lui-même
- Madylin Sweeten : Danielle Batone
  - Danielle Batone : elle-même
- Earl Billings (en) : Mr. Boats
- Danny Hoch (en) : Marty
- Maggie Moore : Alice Quinn
- Eli Ganias : Pahls
- Mike Rad : Rand
- Jesse Perez : Miguel
- James McCaffrey : Fred, le père de Danielle
- Ebon Moss-Bachrach : le réalisateur de MTV
- Sylvia Kauders (en) : la vieille femme juive au supermarché
- Eytan Mirsky (en) : le guitariste de la pièce de théâtre
- Shari Springer Berman : l'intervieweur
- Robert Pulcini : Bob, le directeur
- Josh Hutcherson : l'enfant déguisé en Robin

## Distinctions
Sauf indication contraire, les informations mentionnées dans cette section peuvent être confirmées par la base de données cinématographiques IMDb,  présente dans la section « Liens externes ».

### Récompenses
- Festival du film de Sundance 2003 : Grand Prix du jury de la sélection « Dramatic »
- Festival de Cannes 2003 : prix FIPRESCI de la sélection Un certain regard
- Festival du cinéma américain de Deauville 2003 : prix de la critique internationale
- Los Angeles Film Critics Association Awards 2003 : meilleur film

### Nominations
- Oscar 2004 : meilleur scénario adapté pour Shari Springer Berman et Robert Pulcini
- Golden Globes 2004 : meilleure actrice dans un second rôle pour Hope Davis
- Satellite Awards 2004 :
  - Meilleur film musical ou comédie
  - Meilleur réalisateur pour Shari Springer Berman et Robert Pulcini
  - Meilleur acteur dans un film musical ou une comédie pour Paul Giamatti
  - Meilleure actrice dans un film musical ou une comédie pour Hope Davis
  - Meilleur scénario adapté pour Shari Springer Berman et Robert Pulcini
- Grand Prix de l'Union de la critique de cinéma 2005

### Sélections
- Festival de Cannes 2003 : sélection Un certain regard
- Festival du cinéma américain de Deauville 2003 : sélection officielle, en compétition pour le Grand prix

## Analyse
(novembre 2024).
- Si vous ne connaissez pas le sujet, laissez ce bandeau (vous pouvez alors contacter les auteurs).
- Si vous supprimez le contenu mis en cause (vous pouvez préalablement contacter les auteurs),

argumentez précisément cette suppression dans la page de discussion
(un manque de référence n'est pas un argument ; une recherche réelle de référence doit avoir été effectuée, être formellement documentée).
American Splendor est une étonnante combinaison de différents genres et médiums en une seule œuvre. En effet, il s'agit au premier abord d'une biographie filmée d'Harvey Pekar, traitée sous l'angle de la fiction… mais aussi du documentaire (dont les deux réalisateurs sont spécialistes). Le véritable Harvey Pekar apparaît dans le film, commentant l'action, tandis qu'un acteur (Paul Giamatti) joue son rôle pour les scènes situées une vingtaine d'années en arrière dans son passé, et qu'un autre le représente en tant qu'enfant (Daniel Tay). De plus, l'événement central de la vie d'Harvey Pekar présentée dans le film est son travail de scénariste d'une série de comics, elle-même autobiographique, et qui vient se mêler au film : on voit ainsi certaines scènes de la BD, puis leur reconstitution dans le film. Par ailleurs, des images d'archive du véritable Harvey Pekar lors d'anciens passages à la télévision sont intégrées à l'ensemble. On croise ainsi jusqu'à six versions du personnage principal : Harvey sous forme de comics, dessiné par Crumb, le vrai Harvey actuel, Harvey plus jeune (Paul Giamatti), Harvey enfant (Daniel Tay), le comédien qui joue son rôle dans la pièce de théâtre adaptée de ses comics, et le vrai Harvey plus jeune visible dans les images d'archives…
Le thème principal du film, outre l'aspect biographique concernant Pekar, est la richesse et la complexité des choses les plus simples de la vie, qui paraissent triviales au premier abord mais peuvent s'avérer tout aussi passionnantes qu'une histoire pleine de rebondissement pourvu que l'on daigne leur accorder l'importance nécessaire. L'intérêt porté à une vie simple qui ressemble à celles de nombre de lecteurs est ainsi présenté dans le film comme la raison du succès de la série de comics American Splendor. Cet aspect est résumé dans cette citation d'Harvey Pekar, qui est reprise sur les affiches du film : « Ordinary life is pretty complicated stuff. », traduit dans la version française par : « La vie ordinaire est un truc assez complexe ».